# Walter Bradford Cannon
Walter Bradford Cannon (Prairie du Chien, 19 ottobre 1871 – Franklin, 1º ottobre 1945) è stato un fisiologo statunitense.
Docente di fisiologia all'università di Harvard dal 1906 al 1942, è ricordato come studioso dell'attività motoria gastrointestinale, sulla quale pubblicò nel 1911 I Fattori Meccanici della digestione, ma soprattutto come padre della psicosomatica.
Nel 1930 tenne una serie di conferenze alla Sorbona raccolte nel libro La saggezza del corpo (tr. it. 1956, Bompiani), in cui introdusse il concetto di omeostasi in biologia.
Cannon ipotizzò l'esistenza di un centro emotivo sito nell'ipotalamo e compì molti esperimenti con cavie animali per verificare questa sua teoria.
Cannon fu anche il primo teorico della reazione di attacco o fuga.